# Geraldine Somerville
Geraldine Margaret Agnew-Somerville (County Meath, 19 mei 1967) is een Iers actrice. Zij werd in 1995 genomineerd voor een BAFTA Award voor haar rol als 'Detective Sergeant Jane 'Panhandle' Penhaligon' in de televisieserie Cracker. Samen met de gehele cast van Gosford Park won ze daadwerkelijk de Satellite Award en de Screen Actors Guild Award voor het beste ensemble.
Somerville speelde verder onder meer Lily Potter in alle acht de Harry Potter-films.

## Filmografie
*Exclusief televisiefilms
| - Christmas in the Highlands (2019) - The Gentlemen (2019) - Goodbye Christopher Robin (2017) - The Hippopotamus (2017) - Kids in Love (2016) - Autómata (2014) - The Riot Club (2014) - Grace of Monaco (2014) - My Week with Marilyn (2011) - Harry Potter and the Deathly Hallows – Part 2 (2011) - Harry Potter and the Deathly Hallows – Part 1 (2010) - Harry Potter and the Half-Blood Prince (2009) - Harry Potter and the Order of the Phoenix (2007) | - Sixty Six (2006) - Harry Potter and the Goblet of Fire (2005) - Harry Potter and the Prisoner of Azkaban (2004) - Harry Potter and the Chamber of Secrets (2003) - Re-inventing Eddie (2002) - Gosford Park (2001) - Harry Potter and the Sorcerer's Stone (2001) - Jilting Joe (1998) - True Blue (1996) - Haunted (1995) - A Business Affair (1994) - Close My Eyes (1991) |

## Televisieseries
*Exclusief eenmalige (gast)rollen
- Kiss Me First - Ruth Palmer (2018, vier afleveringen)
- Prime Suspect 1973 - Joyce Tennison (2017, vijf afleveringen)
- Silent Witness - Lydia Hamilton (2016, twee afleveringen)
- New Tricks - Cynthia Kline (2015, twee afleveringen)
- Quirke - Sarah Griffin (2014, twee afleveringen)
- Titanic - Louisa, Countess of Manton (2012, vier afleveringen)
- Survivors - Fiona Douglas (2010, drie afleveringen)
- The Children - Sue (2008, drie afleveringen)
- Daylight Robbery - Val McArdale (1999, vier afleveringen)
- Aristocrats - Lady Emily (1999, vier afleveringen)
- Cracker - D.S. Penhaligon (1993-1995, 23 afleveringen)